# Max Kruse (écrivain)
Pour les articles homonymes, voir Max Kruse et Kruse (homonymie).
Max Kruse est un écrivain allemand de littérature d'enfance et de jeunesse né le 19 novembre 1921 à Bad Kösen et mort à Penzberg le 4 septembre 2015 .
Il est connu pour sa série Plodoc le diplodocus (Urmel aus dem Eis en allemand) (12 volumes).

## Biographie
Né en 1921, Max Kruse est le plus jeune des sept enfants du sculpteur Max Kruse et de son épouse Käthe Kruse, une célèbre créatrice de poupées. Il a étudié brièvement la philosophie et l'économie de marché à l'université de Iena jusqu'à la fermeture de celle-ci lors de la deuxième guerre mondiale. Après la guerre, il reconstruit l'entreprise de poupées de sa mère qui avait été expropriée de la RDA en Allemagne de l'Ouest. Il travaille ensuite comme rédacteur publicitaire indépendant, puis plus tard comme écrivain.
Au sortir de la guerre, Max Kruse épouse Mechthild Heilner. En 1952, naît un fils qui trouvera la mort dans un accident de vélo en avril 1968 à l'âge de seize ans. Une fille naît en 1954.
Auteur reconnu et plusieurs fois primé en Allemagne, sa série Plodoc le diplodocus (Urmel aus dem Eis), la plus connue de ses œuvres, a été adaptée au cinéma et à la télévision. 
Max Kruse a également écrit des poèmes et un grand nombre de récits de voyage.

## Romans parus en France
série Plodoc
- Plodoc, diplodocus de choc (Urmel aus dem Eis, 1969), Paris, Hachette Bibliothèque rose, 1974. Texte français de Michèle Kahn.Illustrations de Daniel Billon.
- Plodoc en plongée (Urmel taucht ins Meer), Paris, Hachette, 1975.Texte français de Michèle Kahn.Illustrations de Daniel Billon.
- Plodoc et la planète inconnue (Urmel fliegt ins all), Paris, Hachette, 1975. Texte français de Michèle Kahn.Illustrations de Daniel Billon.
- Plodoc est plein d'aplomb (Urmel spielt im Schloss), Paris, Hachette, 1976. Texte français de Michèle Kahn.Illustrations de Daniel Billon.
- Plodoc au Pôle Nord (Urmel zieht zum Pol), Paris, Hachette, 1977. Texte français de Michèle Kahn.Illustrations de Daniel Billon.

Les volumes suivants n'ont pas été traduits en français :
- Urmel im Vulkan (« Plodoc sur le volcan »)
- Urmels toller Traum (« Le Rêve le plus fantastique de Plodoc »)
- Urmels großer Flug (« Le Plus Grand Vol de Plodoc »)
- Urmel wird ein Star (« Plodoc devient une star »)
- Urmels Lichterbaum im Eismeer, (« L'arbre de lumière de Plodoc dans la mer de glace ») 1999
- Urmel fährt Ballon, (« Plodoc en ballon ») 2000
- Urmel saust durch die Zeit (« Plodoc se balade dans le temps »), 2013

autres
- Sa Majesté Minimôme Ier (König Knirps, 1970), Paris, Hachette, Bibliothèque rose, 1978
- Le tricot de Jacot (Das Kind und der Papagei), Paris : Éditions du Centurion, 1979
- Quand le coq ne chanta plus, Paris, Garnier Frères, 1982.
- Dis-moi pourquoi (Warum, 1980), Paris, A. Michel, collection : La Bibliothèque d'Albin, 1983

## Adaptations
- 1996 : Urmel, série télévisée d'animation franco-allemande
- 2006 : Les Aventures de Impy le Dinosaure, film d'animation allemand
- 2009 : Le Monde merveilleux de Impy, film d'animation allemand